# Nika Neelova
Nika Neelova (* 1987 in Moskau) ist eine russisch-britische Künstlerin, die in London lebt und arbeitet.

## Leben
Neelova wuchs in Paris auf, bevor sie in die Niederlande zog. Hier studierte sie bis 2008 an der Königliche Kunstakademie in Den Haag Bildende Kunst und erwarb dort einen BA. Sie setzte ihr Studium an der Slade School of Art in London fort und erwarb hier 2011 einen MA in Bildende Kunst in Bildhauerei.

## Werke (Auswahl)

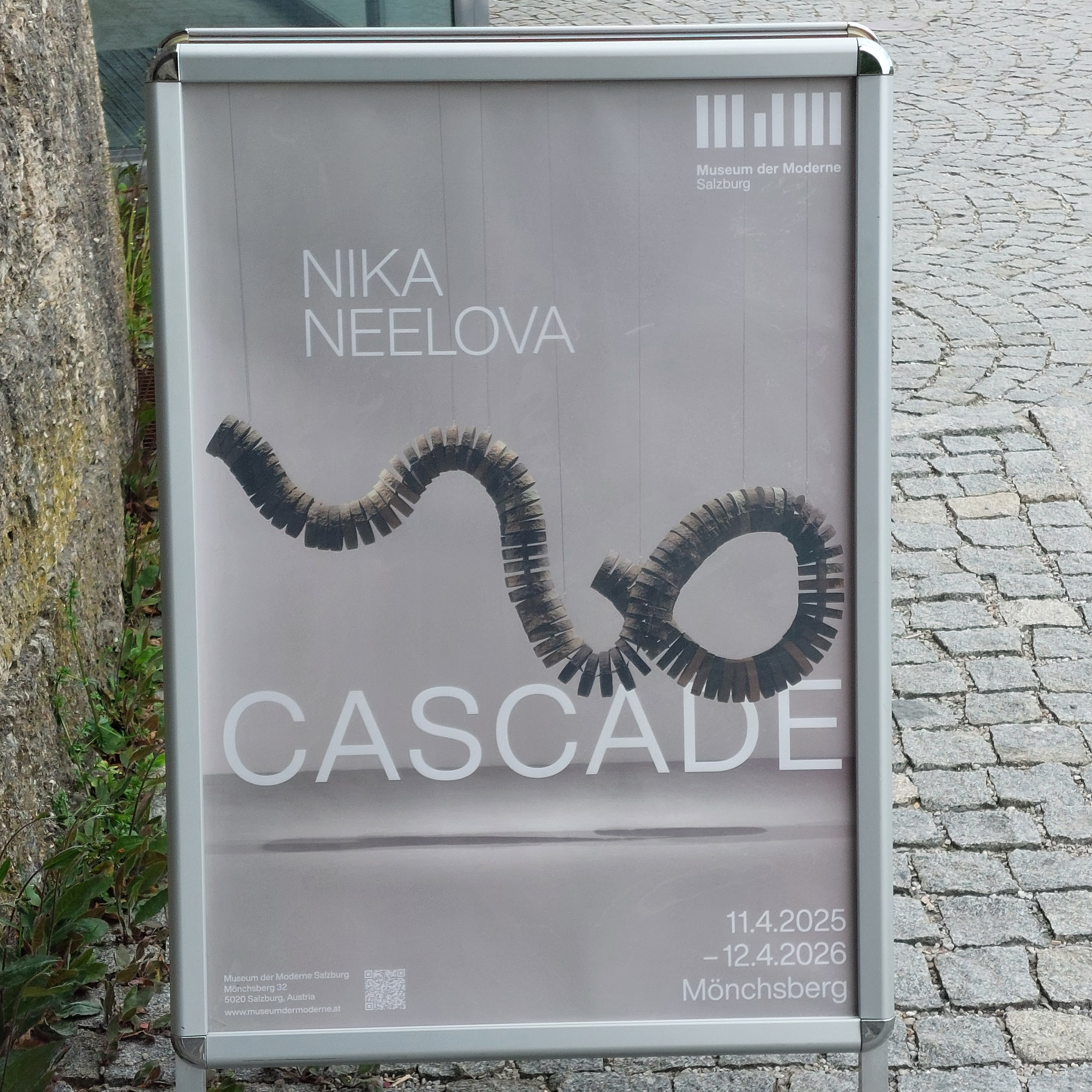
Ausstellungsplakat des Museums der Moderne Salzburg für Nika Neelova

Sie schafft großformatige Skulpturen und skulpturale Installationen; dabei verwendet sie architektonische Materialien wieder, um die darin verborgenen Geschichten zu entdecken und um Belege für die menschliche Vergangenheit in unbelebten Dingen wiederzufinden. Ihre Arbeiten entstehen oft auf Grundlage von Recherchen an archäologischen Stätten oder an Institutionen, die Ausgangspunkt für ihre Arbeiten bilden. Sie will dabei untersuchen, wie Materialien und Architektur das Zeit- und Ortsgefühl beeinflussen.
Ihr Werk Sandglass von 2023 verwendet in Acrylharz gegossene Dachziegel, Sand und Altglas, um auf den Kreislauf von Wachstum und Zerfall zu verweisen. Mit SILT (dt. Schlick) von 2021–22 verwendet sie Sedimente aus Wasserrohren. Diese über Jahrzehnte angesammelte Spuren menschlichen Lebens wurden in Jesmonit (ein Gips-Acrylharz-Gemisch) gegossen und zu einer raumgreifenden Installation zusammengefügt. In Lemniscate I von 2017 werden Handläufe aus Hartholz von zwei abgerissenen Treppen aus dem 19. Jahrhundert neu zusammengefügt. Bei dem Werk STACK (faults/folds/falls) (dt. Stapel/Faltungen, Schichten/Verwerfungen) werden Sitzflächen zu massiven Formationen aufgestapelt. Mit geronnenem Harz und Asche wird die Materialität von Kunststoff nachgeahmt. Die Arbeit Burning Meteors Leave No Dust (dt. Brennende Meteore machen keinen Staub) von 2013 verwendet geborgene Flugzeugpropeller, die von ihr in Beton und Asche gegossen wurden. Damit soll eine Choreografie aus Bewegung und Stillstand dargestellt werden.

## Einzelausstellungen (Auswahl)
- 2025 Cascade, Museum der Moderne Salzburg, Salzburg
- 2025 Sir John Soane’s Museum, London
- 2023 thaw, Noire gallery Turin
- 2023 Very Like a Whale, Santozeum, Santorin
- 2021  [ъ] [ы] [ь] curated by Garage MCA at Voznecensky Tsentr, Moskau
- 2019 EVER, The Tetley, Leeds
- 2016 FAULTS / FOLDS / FALLS, Vigo Gallery, London
- 2014 I lean to you numb as a fossil. Tell me I’m here, Ron Mandos Gallery, Amsterdam
- 2013 Fragments Shored against the Ruins, Vigo Gallery, London
- 2013 Northern Taurids, Royal British Society of Sculptors, London
- 2011 Monuments, Charlie Smith Gallery, London

## Ehrungen (Auswahl)
- 2024 Sir John Soane Museum Artist-in-residence, London
- 2020 Arts Council England Grant
- 2019 Arts Council England National Lottery Grant
- 2019 Fondation CAB residency Brussels
- 2015 Kunsthal 3,14 Residency, Norway
- 2013 Sculpture Shock Award & Royal British Society of Sculptors
- 2013 Villa Lena Art Foundation Residency, Tuscany, Italy
- 2012 Royal British Society of Sculptors Bursary Award, London
- 2011 Olga Roubinskaya Foundation Award, Moscow
- 2010 Kenneth Armitage Foundation, The Fifth Annual Young Sculptors Prize